# 源町

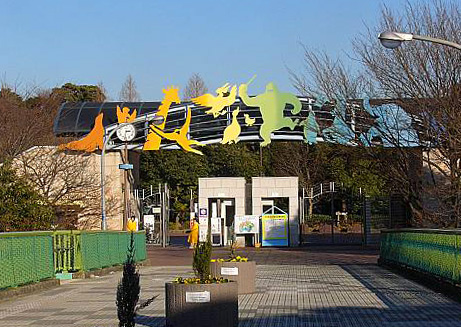
千葉市動物公園

源町（みなもとちょう）は、千葉県千葉市若葉区の町名である。郵便番号は264-0037。

## 歴史
- 明治以前：下総国千葉郡西寺山村
- 明治2年1月13日：葛飾県の成立に伴い、葛飾県千葉郡西寺山村となる。
- 明治4年12月25日：印旛県の成立に伴い、印旛県千葉郡西寺山村となる。
- 明治6年6月15日：印旛県と木更津県が合併して千葉県が誕生したのに伴い、千葉県千葉郡西寺山村となる。
- 明治22年4月1日：同じ千葉郡内の、小中台村・園生村・原村・高品村・宮野木村・東寺山村・萩台村・殿台村・作草部村と合併して都賀村となる。
- 昭和12年2月11日：都賀村が、同じ千葉郡内の蘇我町・検見川町・都村と共に千葉市へ編入される。
- 昭和13年4月1日：千葉市西寺山町となる。
- 昭和13年9月：町名改正により、千葉市源町となる。
- 平成4年4月1日：千葉市が政令指定都市へ移行し、若葉区の一部になる。

## 世帯数と人口
2017年（平成29年）9月30日現在の世帯数と人口は以下の通りである。
| 町丁 | 世帯数  | 人口    |
| ---- | ------- | ------- |
| 源町 | 733世帯 | 1,752人 |

## 小・中学校の学区
市立小・中学校に通う場合、学区は以下の通りとなる。
| 番地                                          | 小学校                   | 中学校                 |
| --------------------------------------------- | ------------------------ | ---------------------- |
| 824～1000番地                                 | 千葉市立みつわ台北小学校 | 千葉市立みつわ台中学校 |
| 78－（15～39）番地 87～103番地 1001～1010番地 | 千葉市立みつわ台南小学校 | 千葉市立みつわ台中学校 |
| その他                                        | 千葉市立源小学校         | 千葉市立みつわ台中学校 |

## 施設
- 千葉市動物公園
- 千葉都市モノレール動物公園駅
- 千葉市立源小学校

## 担当・管轄
- 郵便
  - 取集めは千葉中央郵便局、配達は若葉郵便局
- 警察
  - 若葉区全域を担当する千葉東警察署の管轄。